# 金賁亨
金賁亨（1483年—1568年），字汝白，號一所，浙江临海县人。明朝學者、政治人物。

## 生平
自幼丧父，随母亲改嫁高家，遂改姓高。正德二年（1507年）浙江鄉試举人。正德九年（1514年）进士，初授扬州府儒学教授，历南京刑部主事，升员外郎、贵州司郎中，嘉靖三年（1524年）七月升江西按察司佥事，任内平反冤狱，打击豪民。在江西期间，曾兼理学务，选拔优秀生员数十名，在白鹿书院亲自讲授。六年十月改贵州提学佥事，七年十月升福建提学副使。曾在福州创建道南书院。嘉靖十一年十月起用为江西提学副使，十二年丁继母忧。起復，官至四川副使，奏请准复金姓。卒年八十六。

## 著作
金贲亨潜心理学，精研《周易》，有《学易记》、《台学源流》、《道南录》，曾与县人余宽同修《临海县志》。

## 家族
祖父金鍧；父金紘，封南京刑部主事。继母陳安人。
金贲亨治家严谨，教子有方，四子中有三子金立愛、金立敬、金立相皆得中进士，朝廷以“清白承家”予以旌表。臨海縣學西曾建有“父子四进士坊”。